# Holiday (film 2023)
Holiday è un film del 2023 diretto da Edoardo Gabbriellini.

## Trama
Veronica viene scarcerata dopo essere stata assolta dall'accusa di aver ucciso sua madre e l'amante di sua madre. L'opinione pubblica però la pensa diversamente.

## Distribuzione
Il film è stato distribuito il 23 ottobre 2023 nelle sale cinematografiche italiane.